# الجبلي (الرقة)
الجبلي قرية سورية تتبع ناحية السبخة في منطقة مركز الرقة في محافظة الرقة. بلغ عدد سكانها 2079 نسمة في عام 2004 حسب إحصاء المكتب المركزي للإحصاء.